# Coutarea hexandra
Espèce
Synonymes
Selon Tropicos (31 mai 2024)
- Bignonia triflora Pav. ex A. DC.
- Cinchona souzana (Mart.) Brign.
- Coutarea alba Griseb.
- Coutarea campanilla DC.
- Coutarea diervilloides Planch. & Linden
- Coutarea flavescens Moc. & Sessé ex DC.
- Coutarea hexandra fo. albiflora Chodat & Hassl.
- Coutarea hexandra fo. grandiflora Chodat & Hassl.
- Coutarea hexandra (Jacq.) K. Schum. fo. hexandra
- Coutarea hexandra fo. pubescens (Pohl) Steyerm.
- Coutarea hexandra fo. roseiflora Chodat & Hassl.
- Coutarea hexandra fo. tarapotensis K. Schum.
- Coutarea hexandra var. amazonica K. Schum.
- Coutarea hexandra var. calycina Chodat & Hassl.
- Coutarea hexandra var. campanilla (DC.) Steyerm.
- Coutarea hexandra var. fluminensis K. Schum.
- Coutarea hexandra (Jacq.) K. Schum. var. hexandra
- Coutarea hexandra var. pubescens (Pohl) K. Schum.
- Coutarea hexandra var. speciosa (Aubl.) K. Schum.
- Coutarea hexandra var. tarapotensis K. Schum.
- Coutarea hexandra var. typica K. Schum.
- Coutarea lindeniana Baill.
- Coutarea mollis Cham.
- Coutarea portlandia (Jacq.) Dum. Cours.
- Coutarea pubescens Pohl
- Coutarea scherffiana André
- Coutarea speciosa Aubl.
- Exostema souzanum Mart.
- Portlandia acuminata Bredem. ex Roem. & Schult.
- Portlandia hexandra Jacq. - Basionyme
- Portlandia speciosa (Aubl.) Baill.

Selon GBIF (31 mai 2024)
- Bignonia triflora Pav.
- Bignonia triflora Pav. ex DC.
- Cinchona souzana (Mart.) Brign.
- Coutarea campanilla DC.
- Coutarea corymbosa Brign.
- Coutarea flavescens Sessé & Moc.
- Coutarea flavescens Sessé & Moc. ex DC.
- Coutarea hexandra f. albiflora Chodat & Hassl.
- Coutarea hexandra f. grandiflora Chodat & Hassl.
- Coutarea hexandra f. pubescens (Pohl) Steyerm.
- Coutarea hexandra f. roseiflora Chodat & Hassl.
- Coutarea hexandra f. tarapotensis K.Schum.
- Coutarea hexandra var. amazonensis (Jacq.) K.Schum.
- Coutarea hexandra var. amazonica K.Schum.
- Coutarea hexandra var. calycina Chodat & Hassl.
- Coutarea hexandra var. campanilla (DC.) Steyerm.
- Coutarea hexandra var. fluminensis K.Schum.
- Coutarea hexandra var. hexandra
- Coutarea hexandra var. pubescens (Pohl) K.Schum.
- Coutarea hexandra var. speciosa (Aubl.) K.Schum.
- Coutarea hexandra var. tarapotensis K.Schum.
- Coutarea hexandra var. typica K.Schum.
- Coutarea lindeniana Baill.
- Coutarea portlandia Dum.Cours.
- Coutarea pubescens Pohl
- Coutarea scherffiana André
- Coutarea speciosa Aubl.
- Exostema souzanum Mart.
- Gardenia hexagona Lem.
- Portlandia acuminata Willd.
- Portlandia acuminata Willd. ex Schult.
- Portlandia hexandra Jacq. - Basionyme
- Portlandia speciosa Baill.

Coutarea hexandra est une espèce d'arbuste d'Amérique du sud, appartenant à la famille des Rubiaceae. Il s'agit de l'espèce type du genre Coutarea.
Il est connu en Guyane sous les noms de Quinaquina (Créole), Kwik duwẽ (Palikur), Quinarana, Falsa-quina (portugais), au Venezuela comme Bonita de noche, Cabrito negro ou Guatacare amarillo et au Brésil comme Murta-do-mato, quina, quina-branca, quina-de-dom-diogo, quina-de-pernambuco, quina-do-pará, quina-do-piauí, quina-quina, quineira.

## Description
Coutarea hexandra est un arbuste ou petit arbre atteignant jusqu'à 6 m de haut.
Les feuilles mesurent 2-16 × 1,5-8 cm.
Les stipules sont longs de 1,5-2 mm.
Les inflorescences mesurent 3-8 × 3-8 cm (corolles non comprises).
Le limbe du calice mesurent 4-12 mm de long.
La corolle avec tubes longs de 2-7 cm, et des lobes longs de 0,7-2 cm.
Les fruits sont des capsule capsules mesurant 2-4 × 1,5-2,5 cm contenant des graines de 1-1,5 × 0,5-0,8 cm.

En 1953, Lemée en propose la description suivante de Coutarea hexandra :

« C. hexandra K. Schum. (C. speciosa Aubl.). Arbre ou grand arbrisseau glabre ; feuilles de 0,07-0,18 sur O,03-0,09, ovales-elliptiques acuminéés, à base arrondie, -glabres ou un peu poilues et parfois barbues à l'aisselle des nervures en dessous, en général avec 8 paires de nervures latérales, stipules largement triangulaires acuminées ; corymbes pauci- multi-flores formés en général de 3-5 cymes, bractées et bractéales petites subulées ciliées ; fleurs pédicellées 6-mères, calice à tube court et segments un peu inégaux acuminés, corolle longue d'environ 0,06, en entonnoir, étamines exsertes, filets de 37 mm. et anthères de 14 mm., style de 45 mm. ; capsule de 0,03-0,08 sur 0,02, ovoïcle. - Herbier Lemée : entre Guatemala et Tonate, feuilles à nervures latérales sur les 2 faces ; autre spécimen entre Tonate et Macouria, feuilles à nervures fortement, imprimées en dessus et très saillantes en dessous, fleurs d'un rose violacé. »

— Albert Lemée, 1953.

## Répartition
Coutarea hexandra est présent de l'Amérique centrale au Brésil, en passant par la Colombie le Venezuela, le Guyana, le Suriname, et la Guyane.

## Écologie
Coutarea hexandra forêts de plaine et formations arbustives à feuilles caduques ou persistantes, à 50-400 m d'altitude.

## Usage

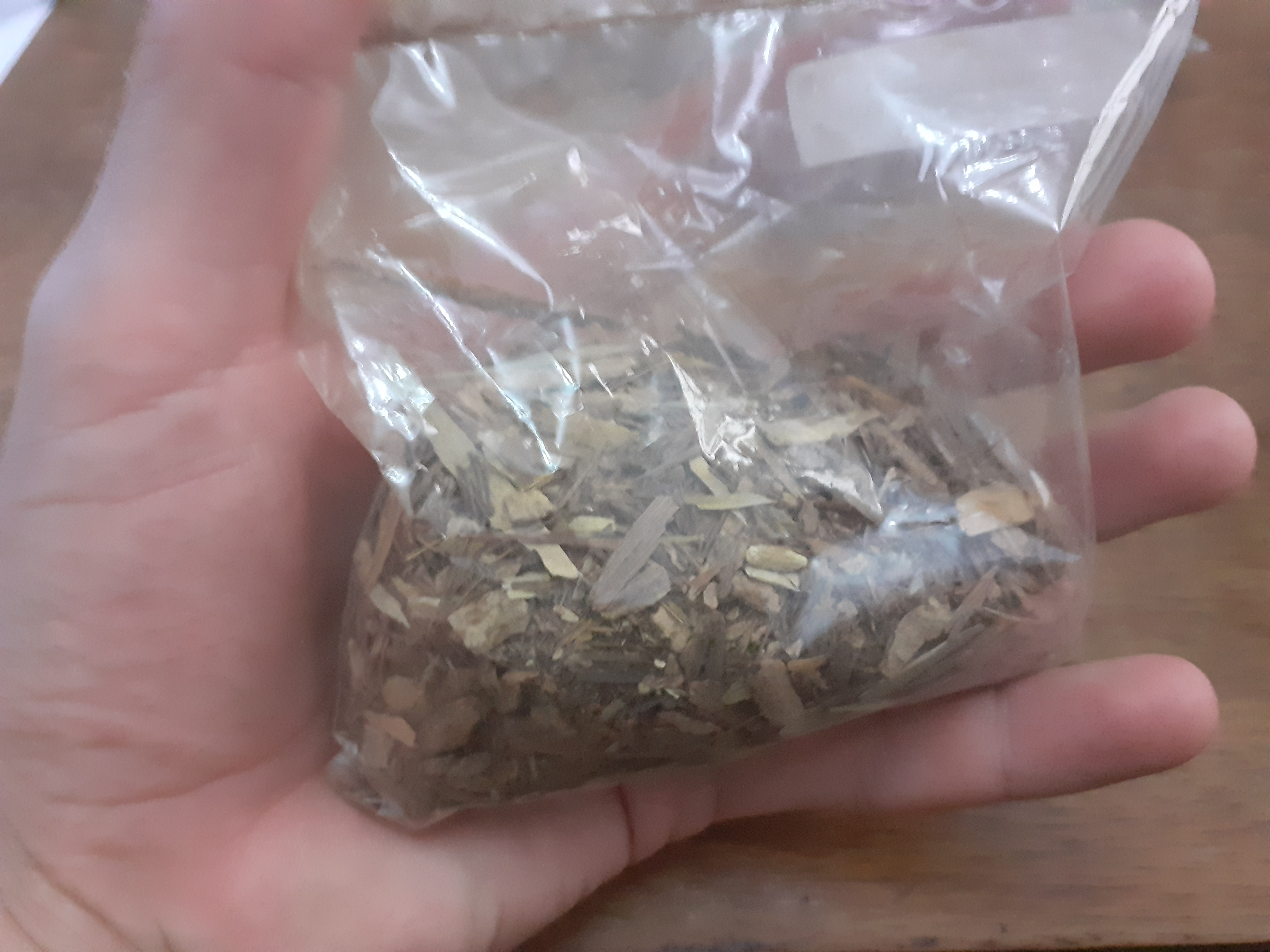
sachet d'écorce de Quina-quina commercialisé au marché de Porto Alegre durant d'épidémie de COVID-19

En Guyane, l'écorce de Coutarea hexandra est utilisée en décoction contre les fièvres par les Créoles de l'Oyapock, et comme antidiabétique et vermifuge par les Palikur.
Coutarea hexandra est une espèce populaire dans les pharmacopées du Brésil. Elle est notamment considérée comme antipaludique dans tout le nord du Brésil, bien qu'aucune activité de ce type n'ai été démontrée in vitro.
On a néanmoins isolé des glucosides, des aryl-coumarines et des néoflavonoïdes
,,,,,,,, qui présentent des propriétés antifongiques, antibiotiques, anti-inflammatoires,, et anti-hépatotoxique.
L'extrait d'écorce de Coutarea hexandra aurait des propriétés alexitère sur le venin de Lachesis muta.
L'extrait de feuilles et d'écorce de Coutarea hexandra présenterait des propriétés mutagènes et anti-oxydantes,.

## Protologue

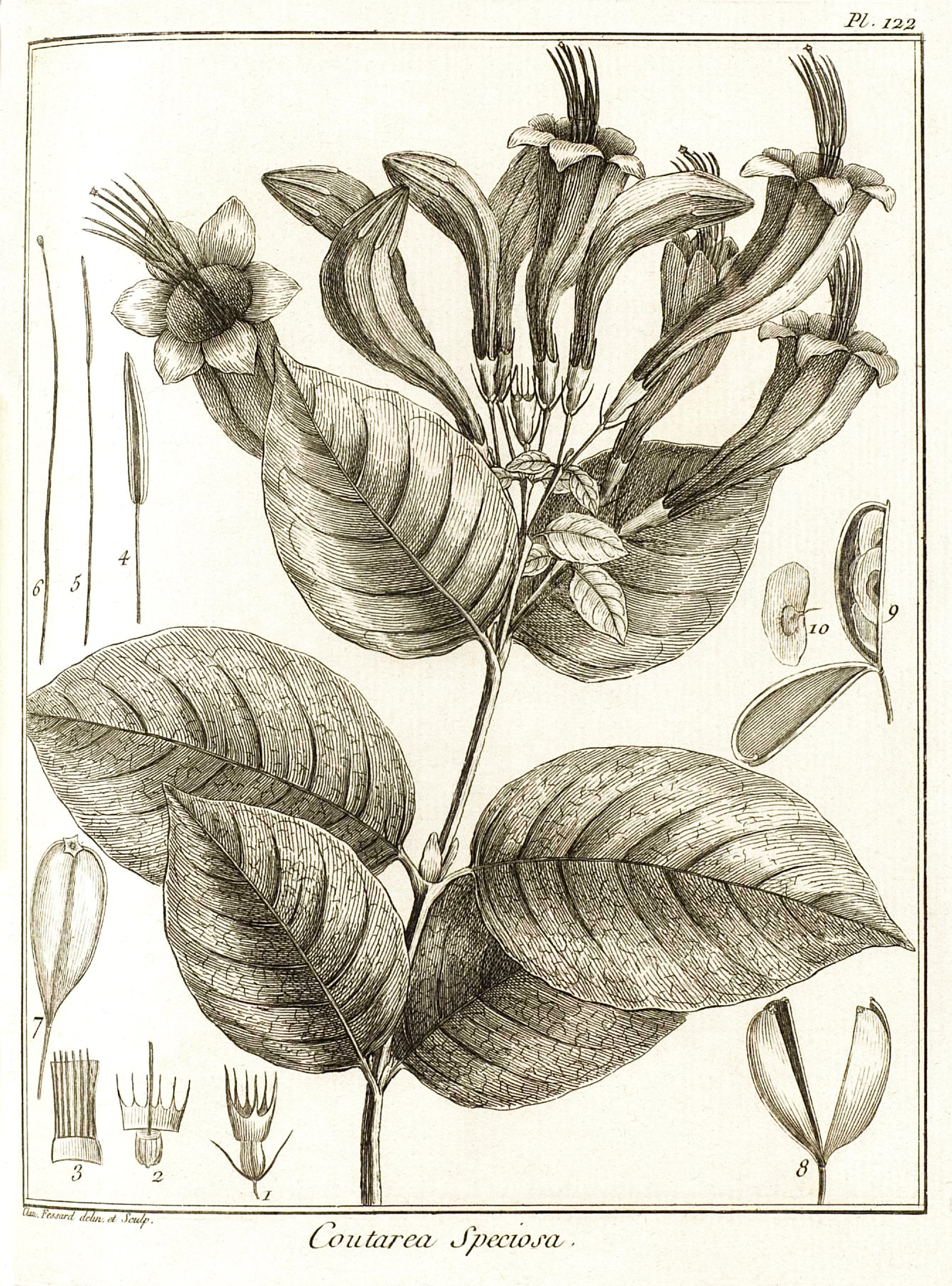
Coutarea speciosa (syn. Coutarea hexandra) par Aublet (1775)
1. Ovaire. Calice. - 2. Ovaire. Calice coupe & ouvert. Portion du ſtyle. - 3. Bas du tube de la corolle. Portion de filet des étamines. - 4. Étamine groſſie. - 5. Étamine. - 6. Style. Stigmate. - 7. Capſule. - 8. Capſule ouverte en deux loges, & chaque loge en deux valves. - 9. Loge ouverte en deux valves, Semences. - 10. Semence.

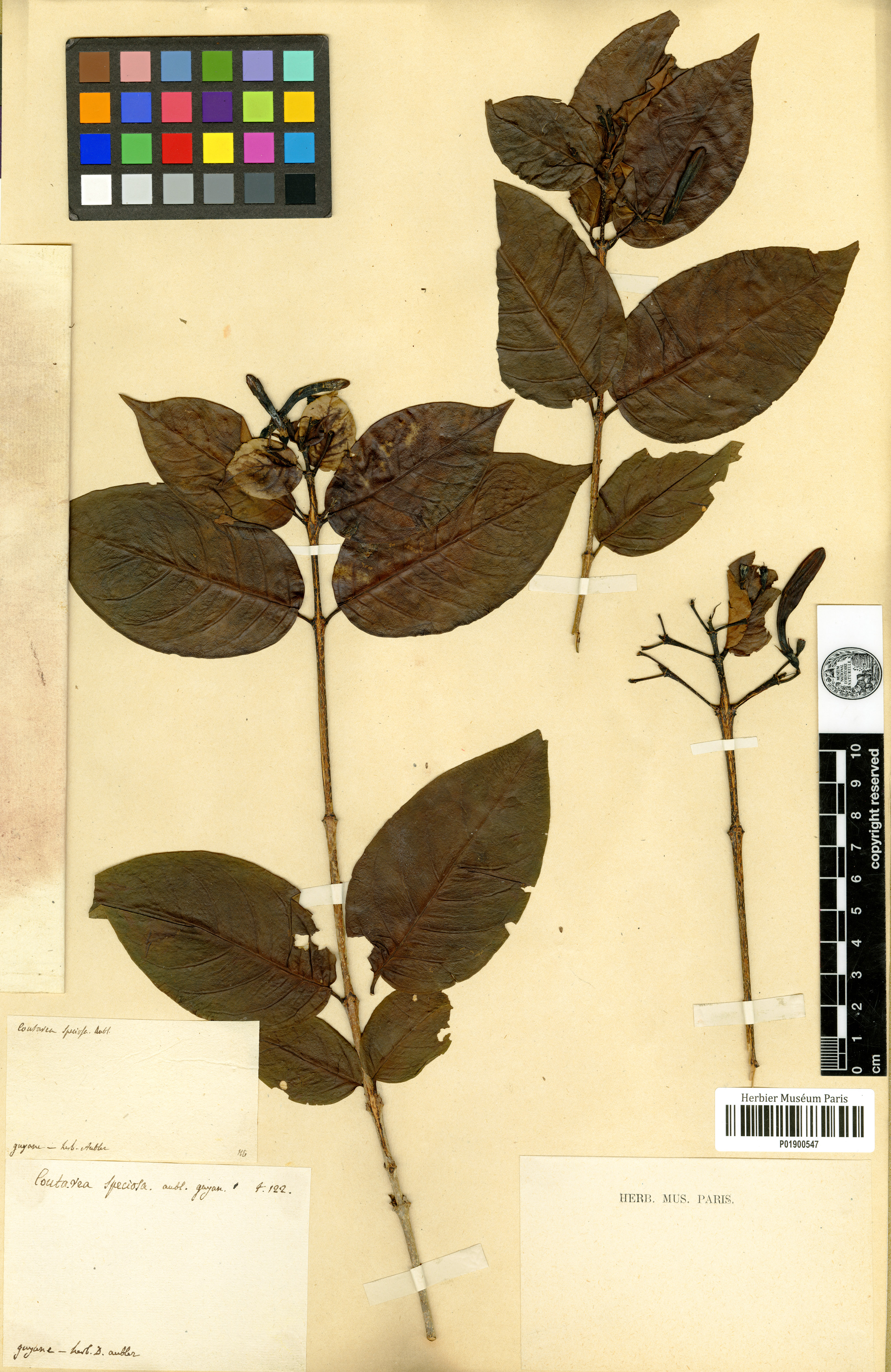
échantillon type de Coutarea hexandra collecté par Aublet en Guyane

En 1775, le botaniste Aublet a décrit Coutarea hexandra sous le nom de Coutarea speciosa et en a proposé le protologue suivant : 

« 1. COUTAREA (ſpecioſa). (Tabula 122.)
Silacoïdes laurifolio, flore carneo. Barer. Fran. Equin. 67.
Portlandia (hexandra) floribus hexandris, Jacq. Amer. p. 63. tab. 182. fig. 20. Lin. Mantiſ. 45.
ARBOR trunco viginti-quinque-pedali, ad cacumen ramos plures hinc & indè ſparſos emittente. Rami juniores, & ramuli ſunt oppoſiti. Folia ſuperiora inferioribus alternatim majora, ovata, acuta, glabra, integerrima, oppoſita, brevi petiolata. Stipula ovata, obtuſa, utrinque intra baſim petiolorum. Flores corymboſi, pedunculati, terminales & axillares ; pedunculus communis, ſuſtinet tres pedunculos partiales ; ſingulus partialis très flores etiam pedunculatos, compreſſos ; & omnes duobus foliolis ad baſim muniuntur.
Corolla ampla, purpurea. Capsula ovato-cordata, compreſſa, rufeſcens.
Florebat Februario & Junio.
Habitat Caïennæ & in ſylvis Guianæ.

LE COUTAR de la Guiane. (PLANCHE 122.)
Cet arbrisseau s'élève à la hauteur & dix ou douze pieds : ſon tronc à quatre pouces & plus de diamètre; il eſt chargé dans toute ſa longueur de branches & de rameaux oppoſés qui s'élèvent de tous côtés.
Les feuilles ſont vertes, ovales, terminées en pointe, longues de trois ou quatre pouces, & larges de deux. Elles ſont oppoſées, & dans l'intervalle qui ſe trouve entre leur pédicule qui eſt très court, il y a de chaque côté du rameau une stipule intermédiaire aiguë.
Les fleurs naiſſent trois à trois, à l'extrémité des rameaux, & à l'aiſſelle des feuilles, ſur des tiges applaties, qui ont à leurs baſes deux petites stipules, & à leur ſommet, qui eſt plus large, deux petites feuilles, du milieu deſquelles s'élèvent trois pédoncules grêles, applatis, longs d'environ un demi-pouce, qui portent chacun une fleur.
Le calice eſt un tube court, comprimé, rougeâtre, qui porte à ſa naiſſance deux stipules longues & étroites. Il ſe diviſe à ſon ſommet en ſix ou ſept lanières longues, étroites, aiguës.
La corolle eſt d'une ſeule pièce en forme d'entonnoir dont le tube eſt étroit, comprimé par le calice, & en le débordant elle ſe renfle, ſe courbe, s'allonge d'un pouce, s'évaſe de preſque autant, & s'épanouit en ſix ou ſept lobes égaux. Cette corolle eſt de couleur purpurine tirant ſur le violet : elle eſt emboëtée autour d'un diſque qui couronne l'ovaire.
Les étamines ſont au nombre de ſix ou de ſept: elles naiſſent de la partie inférieure de la corolle, dans l'endroit ou elle commence a ſe rentier. Leurs filets ſont longs, grêles, blancs & inclines dans la courbure de la corolle. Les anthères ſont jaunes, étroites, longues d'un demi-pouce & plus, & ſortent de l'ouverture de la corolle.
Le piſtil eſt un ovaire comprimé, creuſé dans ſon milieu, & tant foit peu convexe, ou renflé de chaque côte ſur les deux faces. Il eſt uni avec la partie poſtérieure du calice, couronne d'un diſque du centre duquel s'élève un style un peu plus long que les étamines, terminé par un stigmate arrondi en manière de tête, marqué d'un ſillon.
L'ovaire devient une capsule ſèche, oblongue, comprimée, de forme ovale & à deux loges renflées dans leur milieu, qui ſe ſéparent de la pointe à la baſe. Chaque loge s'ouvre par le ſommet, & le bord interne eſt à deux valves. Ces loses contiennent des semences brunes, lenticulaires bordées d'un feuillet membraneux, couchées les unes ſur les autres, & attachées au bord des valves.
Il eſt bon de faire obſerver que les rameaux qui portent les fleurs ont toujours les feuilles du rang inférieur & ſupérieur plus petites, & que celles des rangs intermédiaires ſont plus grandes & plus larges.
Cet arbriſſeau acquiert dans les forêts de Sinémari une hauteur & une groſſeur conſidérable. Je l'ai vu ayant un tronc d'un pied de diamètre, & élevé d'environ vingt-cinq pieds. Il étoit pour-lors chargé de fruits. Les pieds, que j'ai obſervés dans l'île de Caïenne, étoient dans l’état que j'ai décrit. Ils étoient en pleine fleur dans le mois de Février & de Juin. Il eſt à préſumer que ce n'étoient que des jets d’arbres qui avoient été coupés. »

— Fusée-Aublet, 1775.

## Galerie

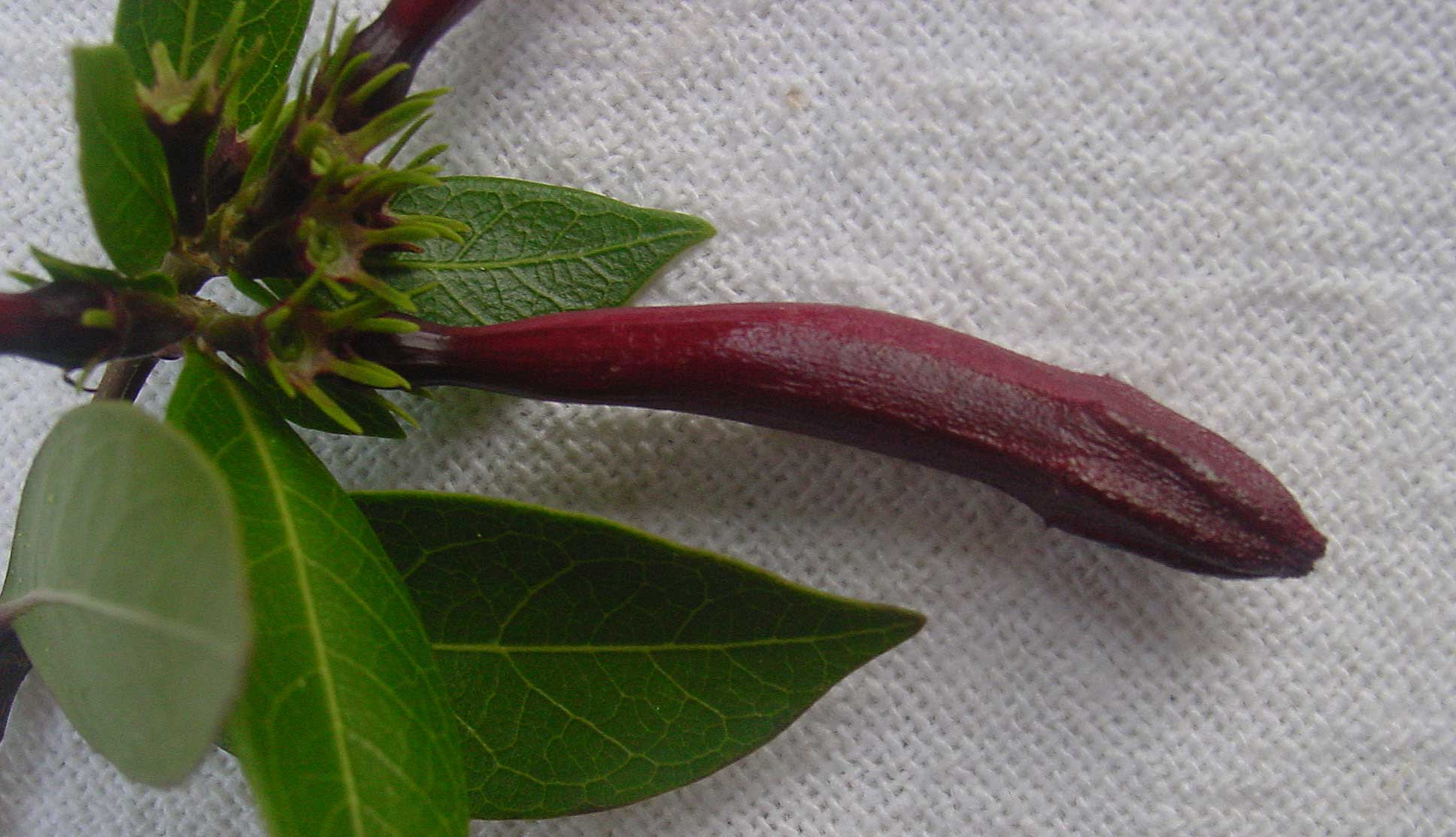
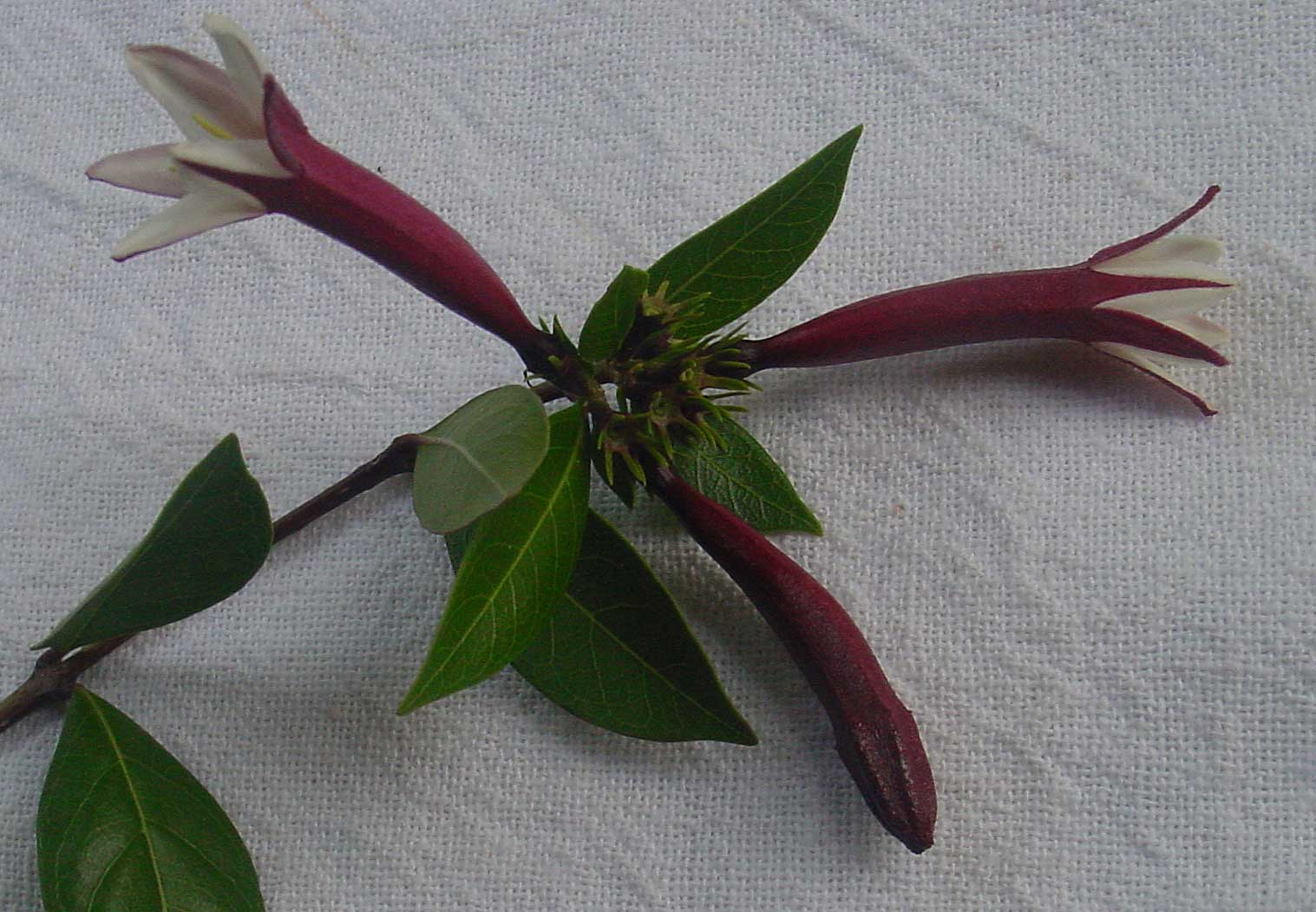
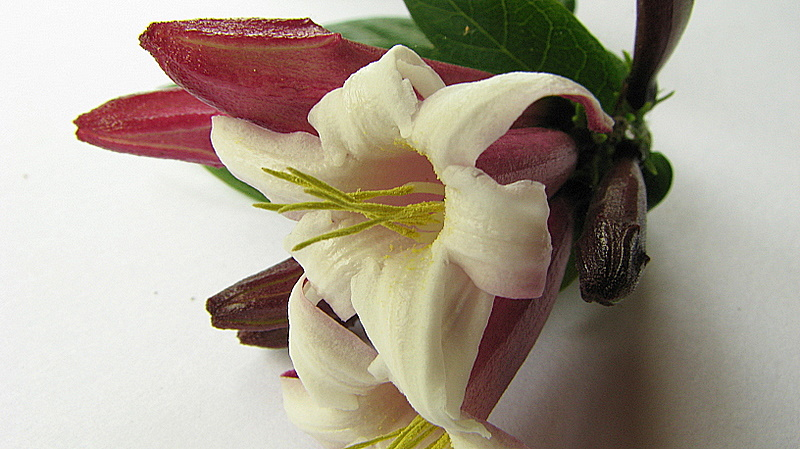
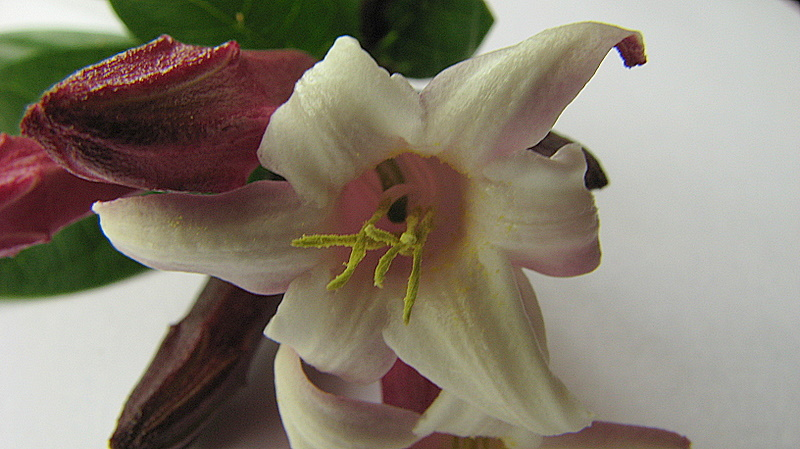
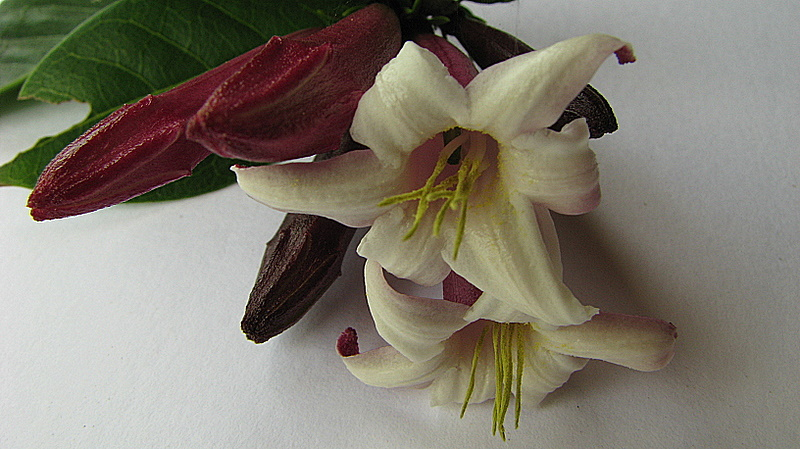
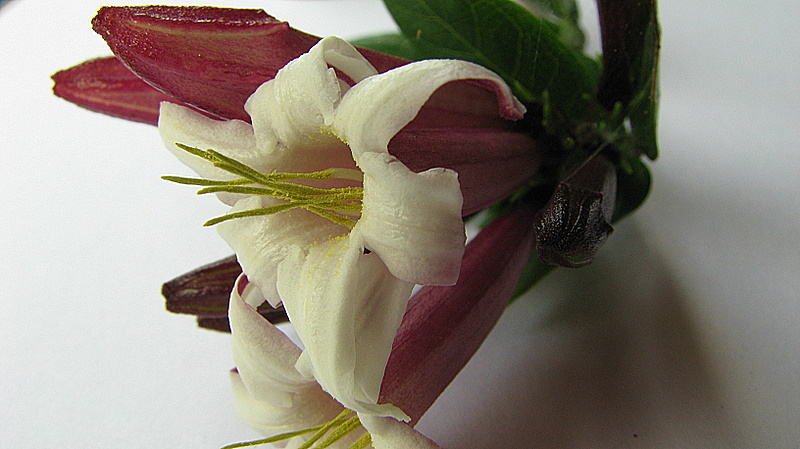
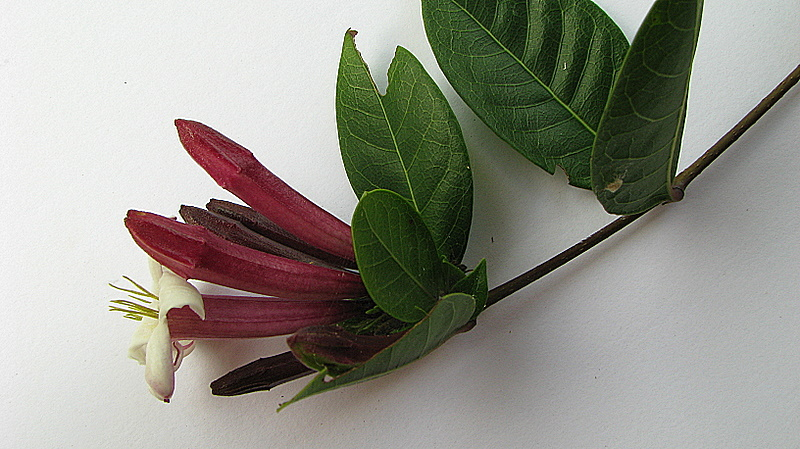
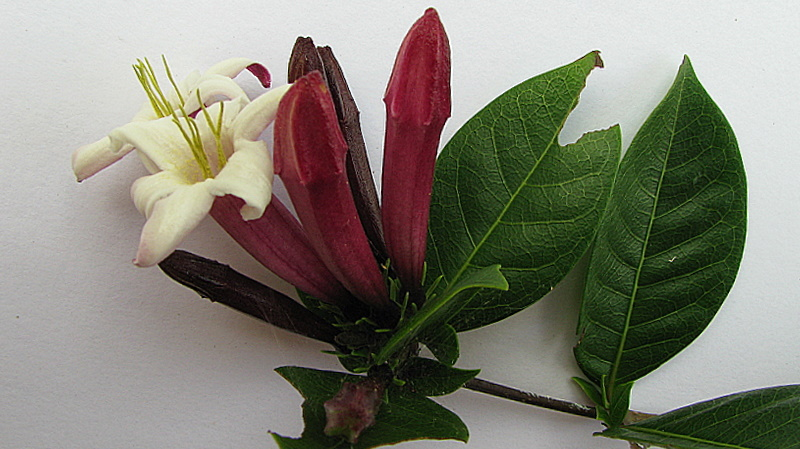
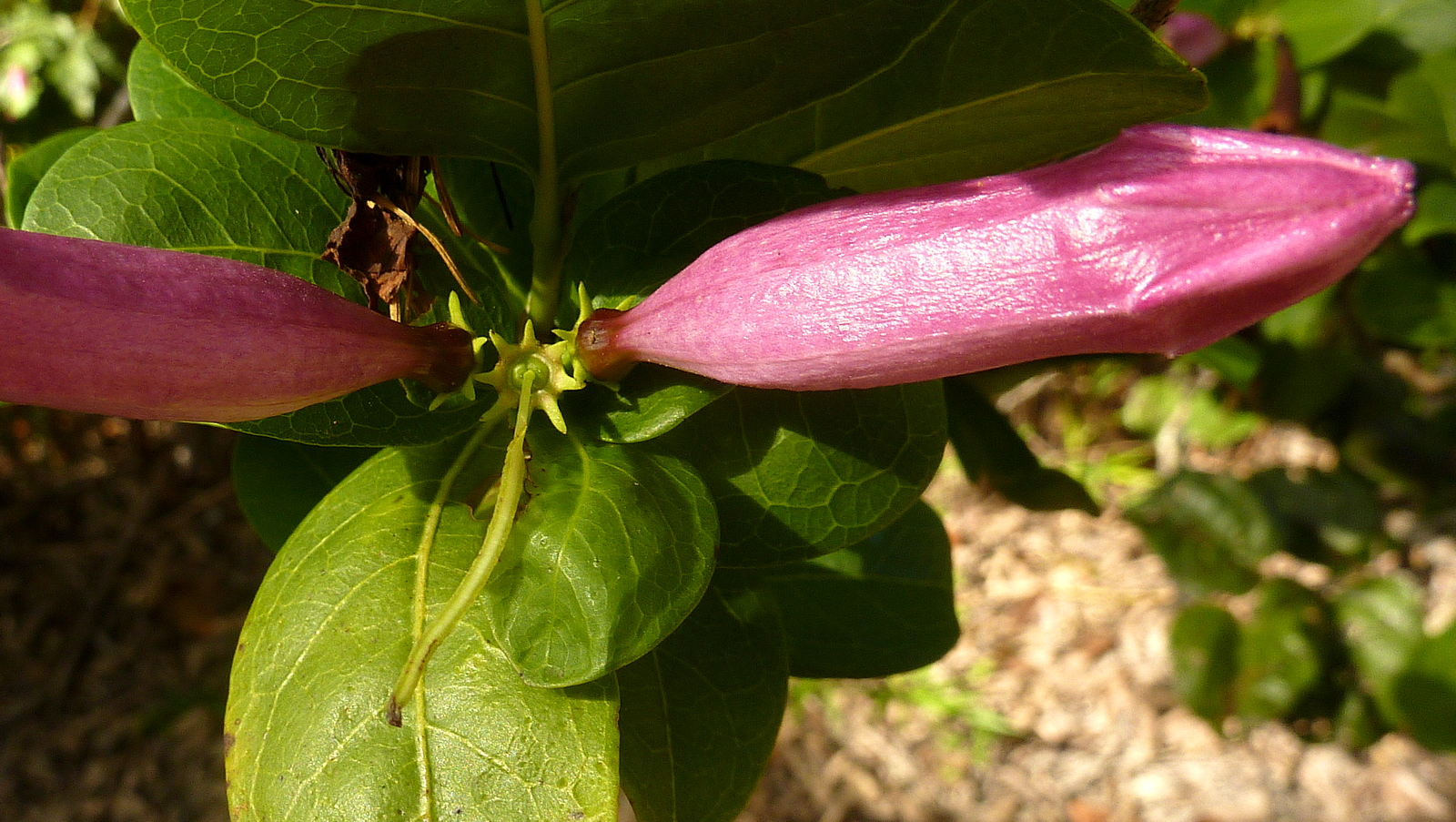
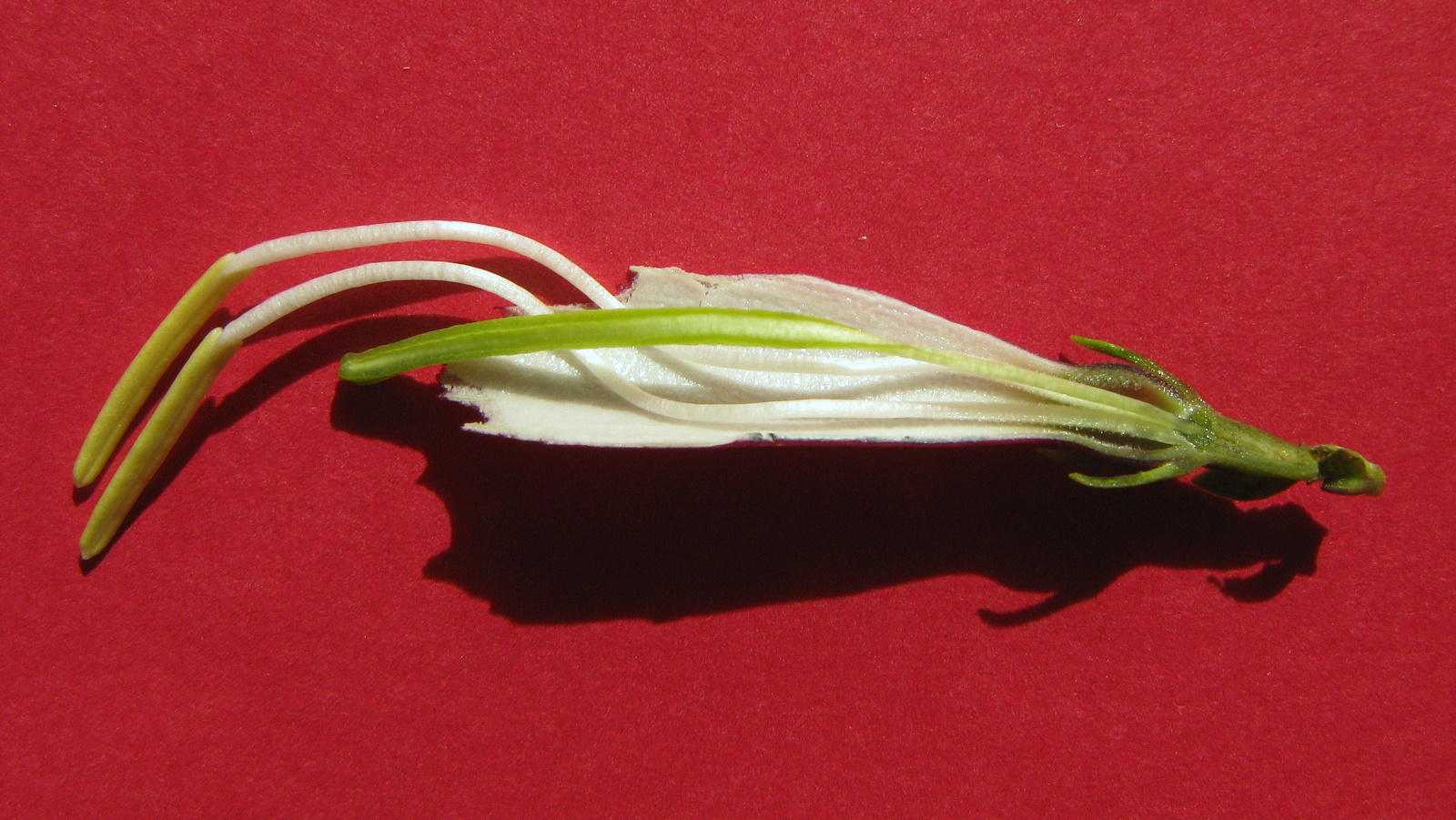
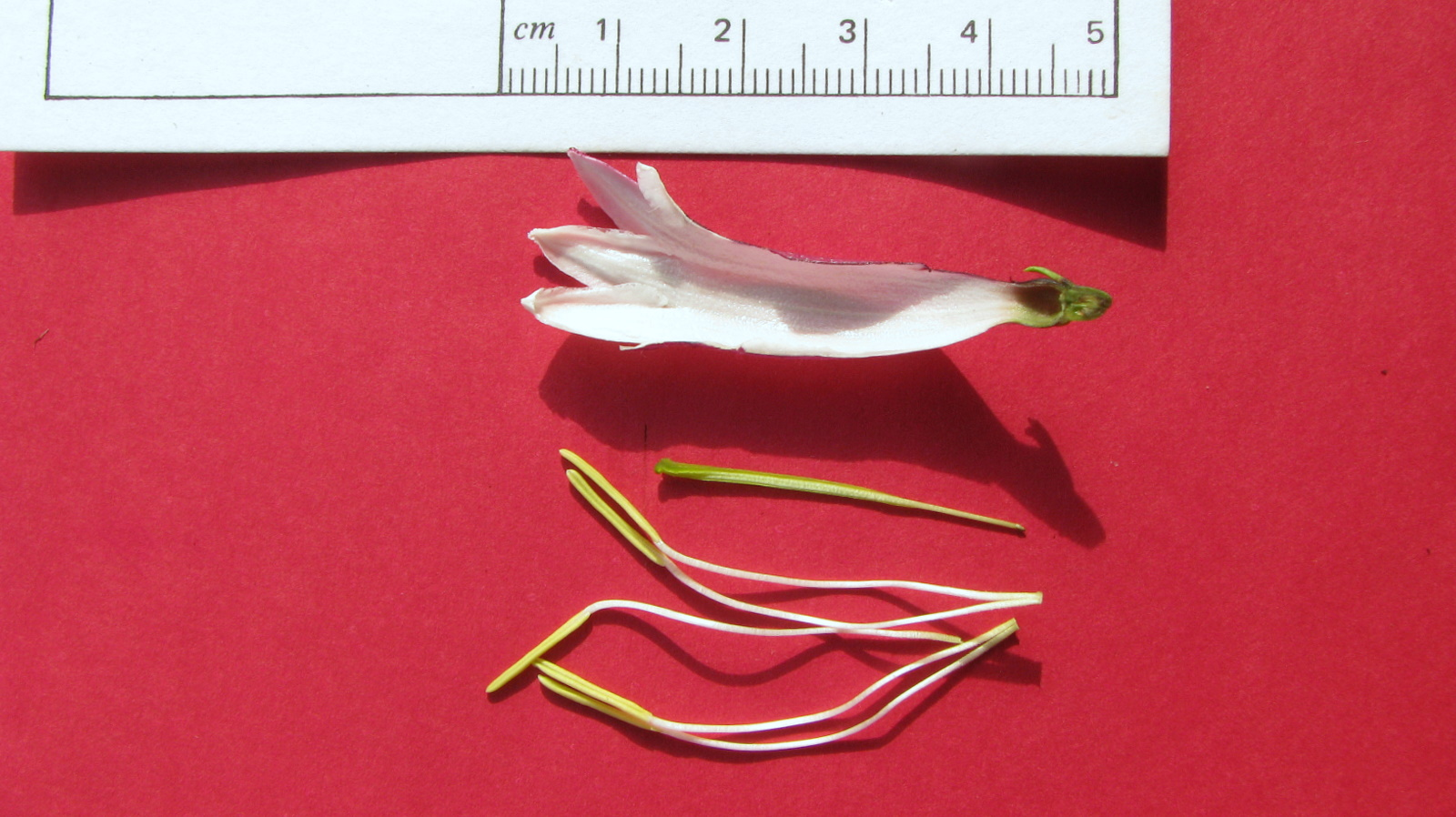
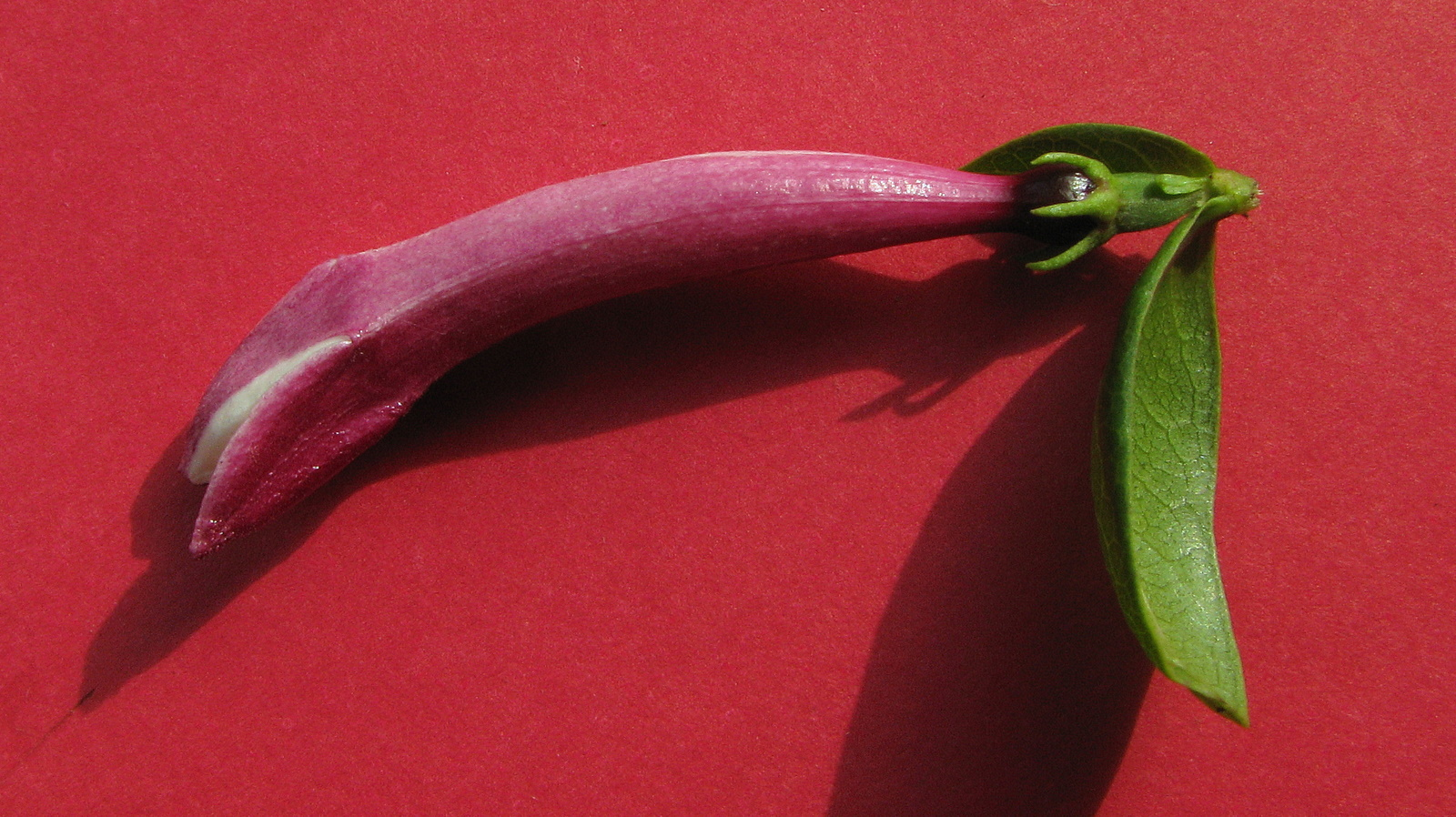
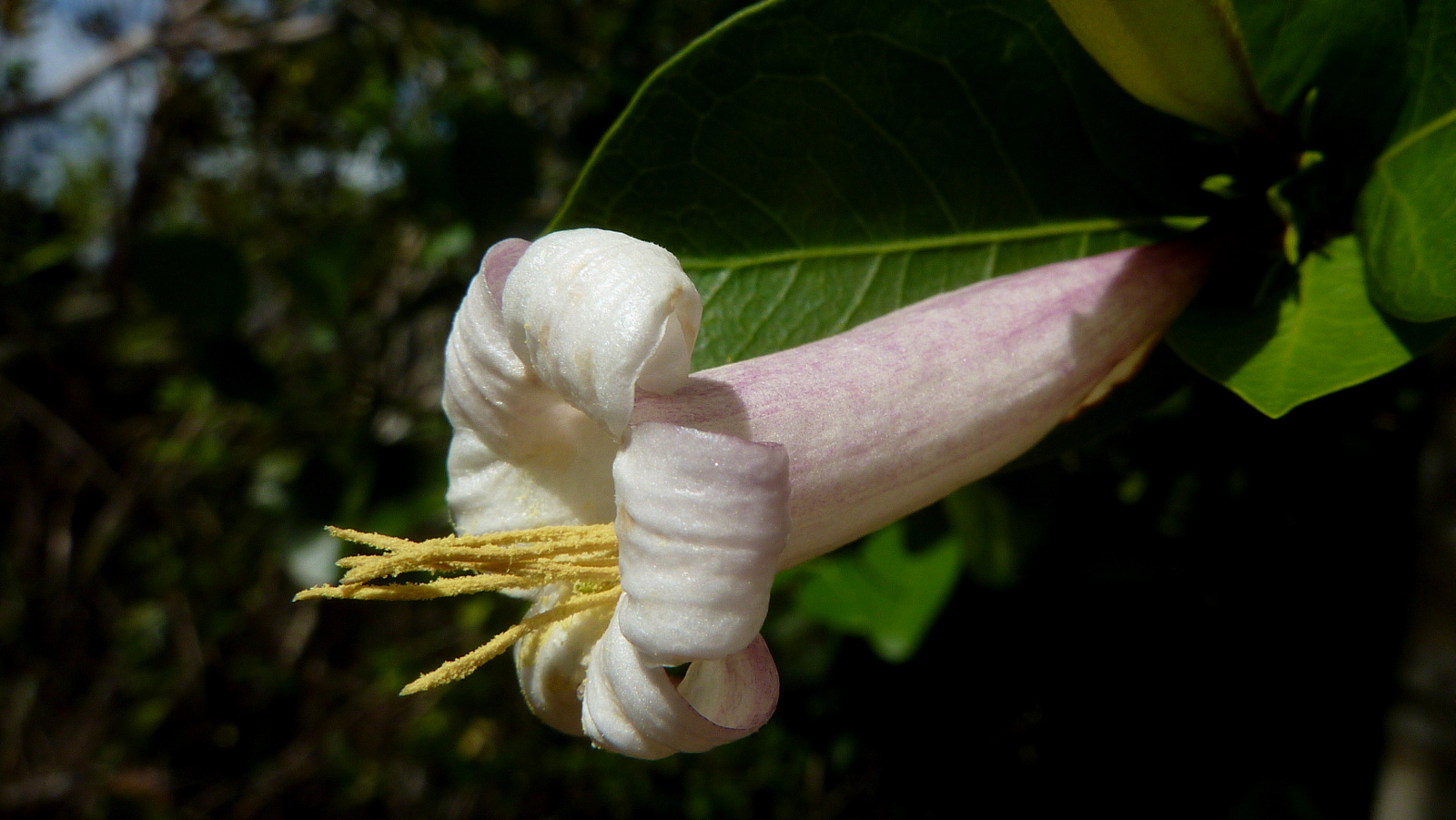
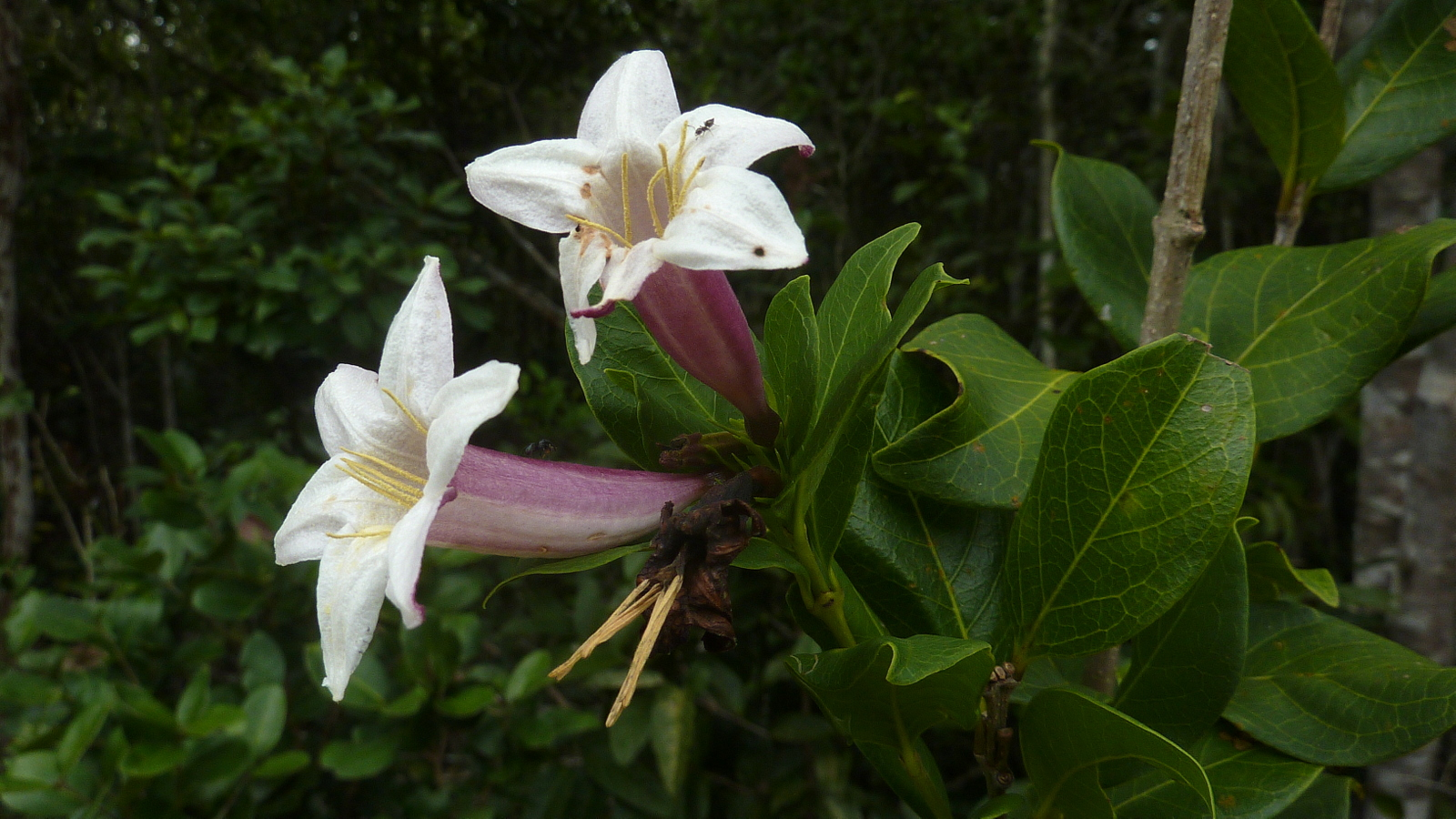
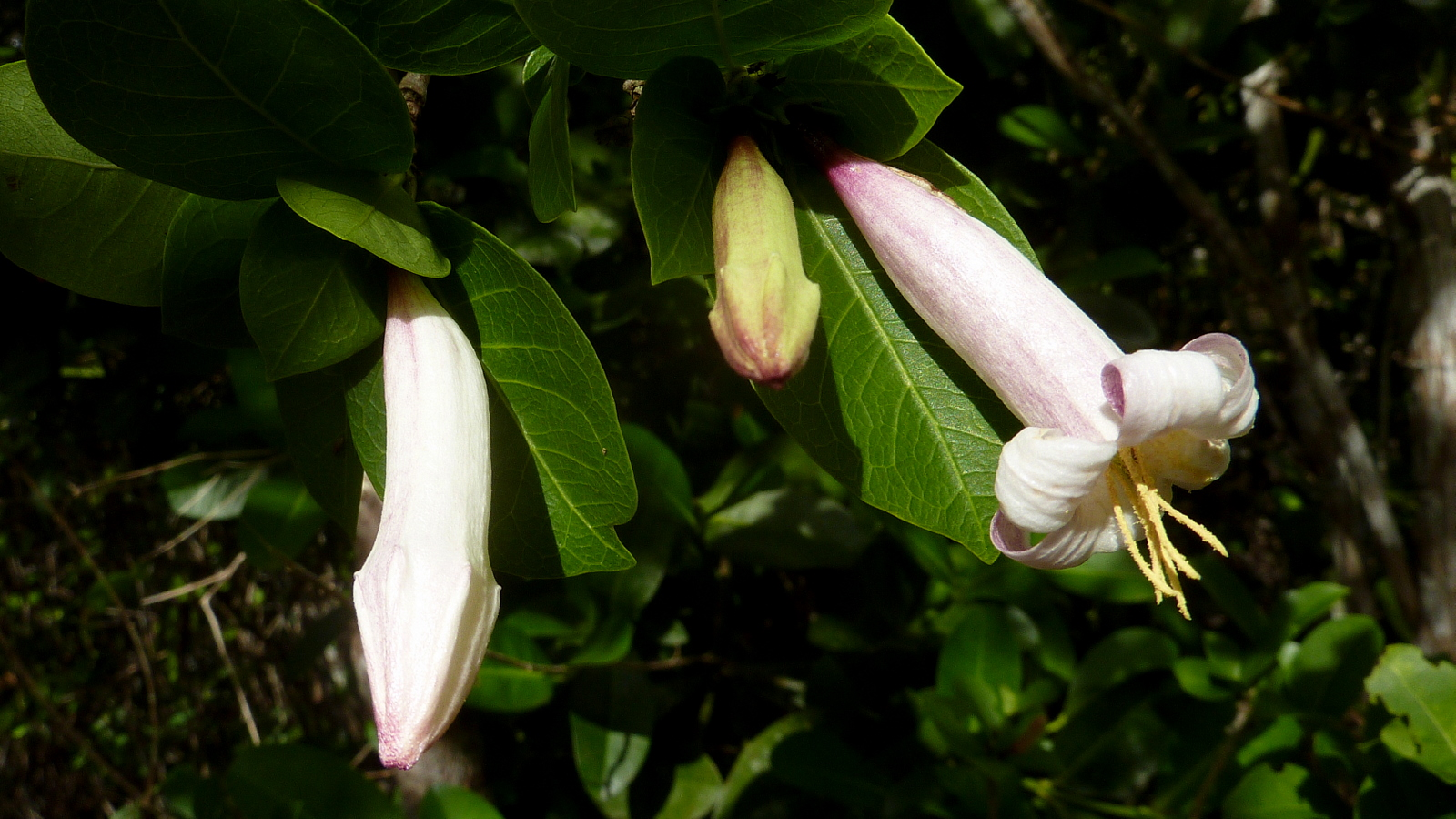
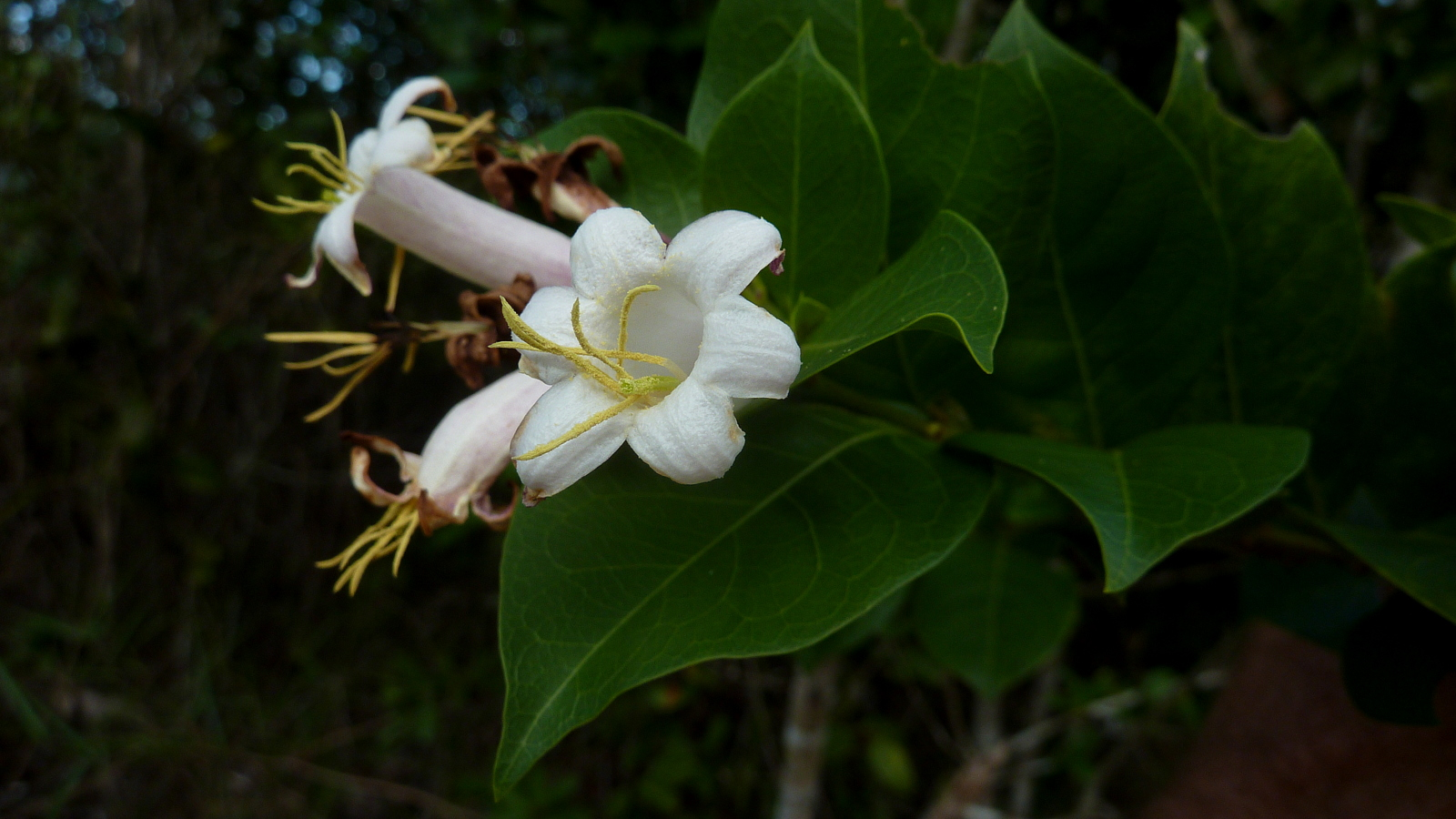
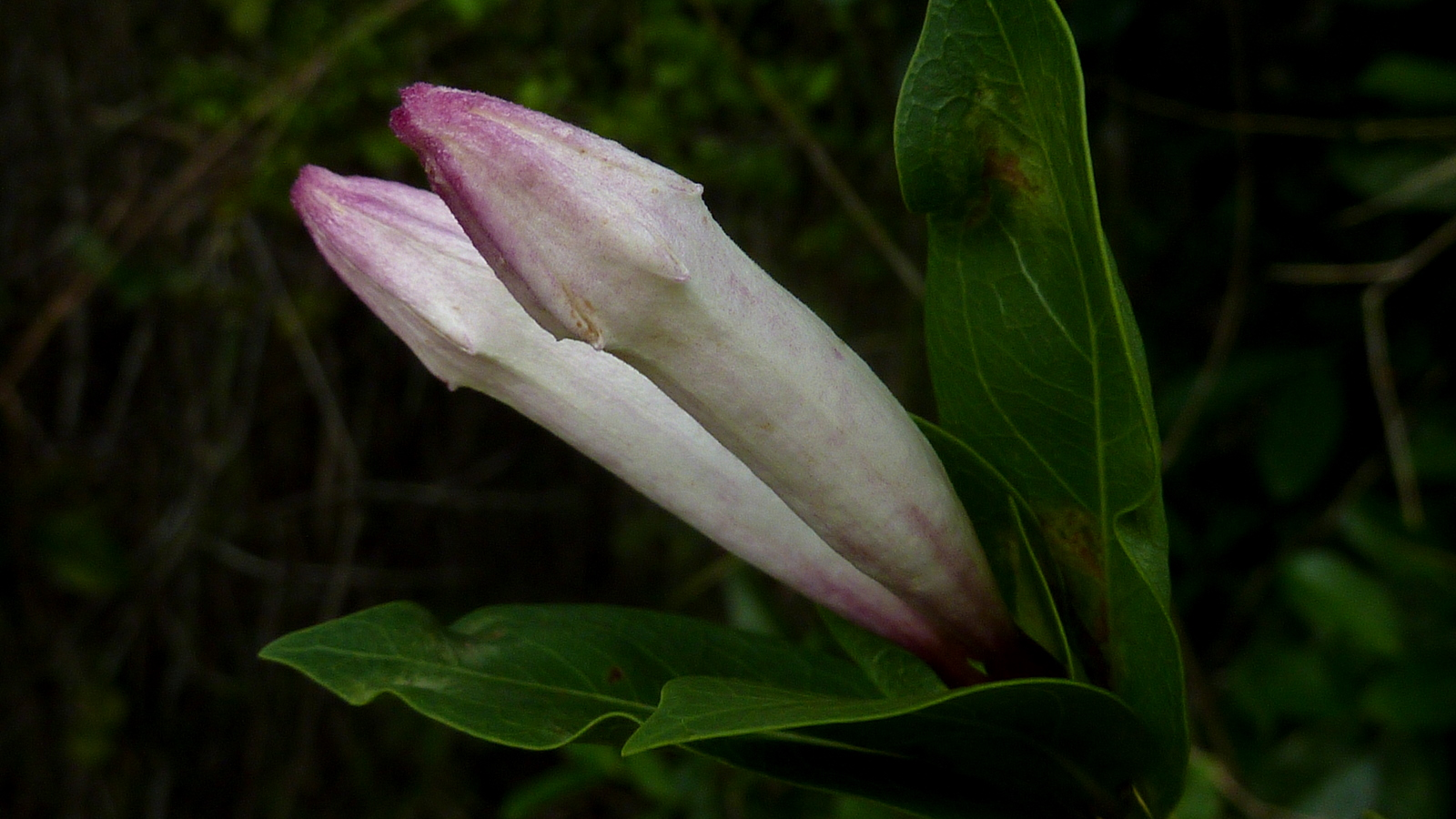
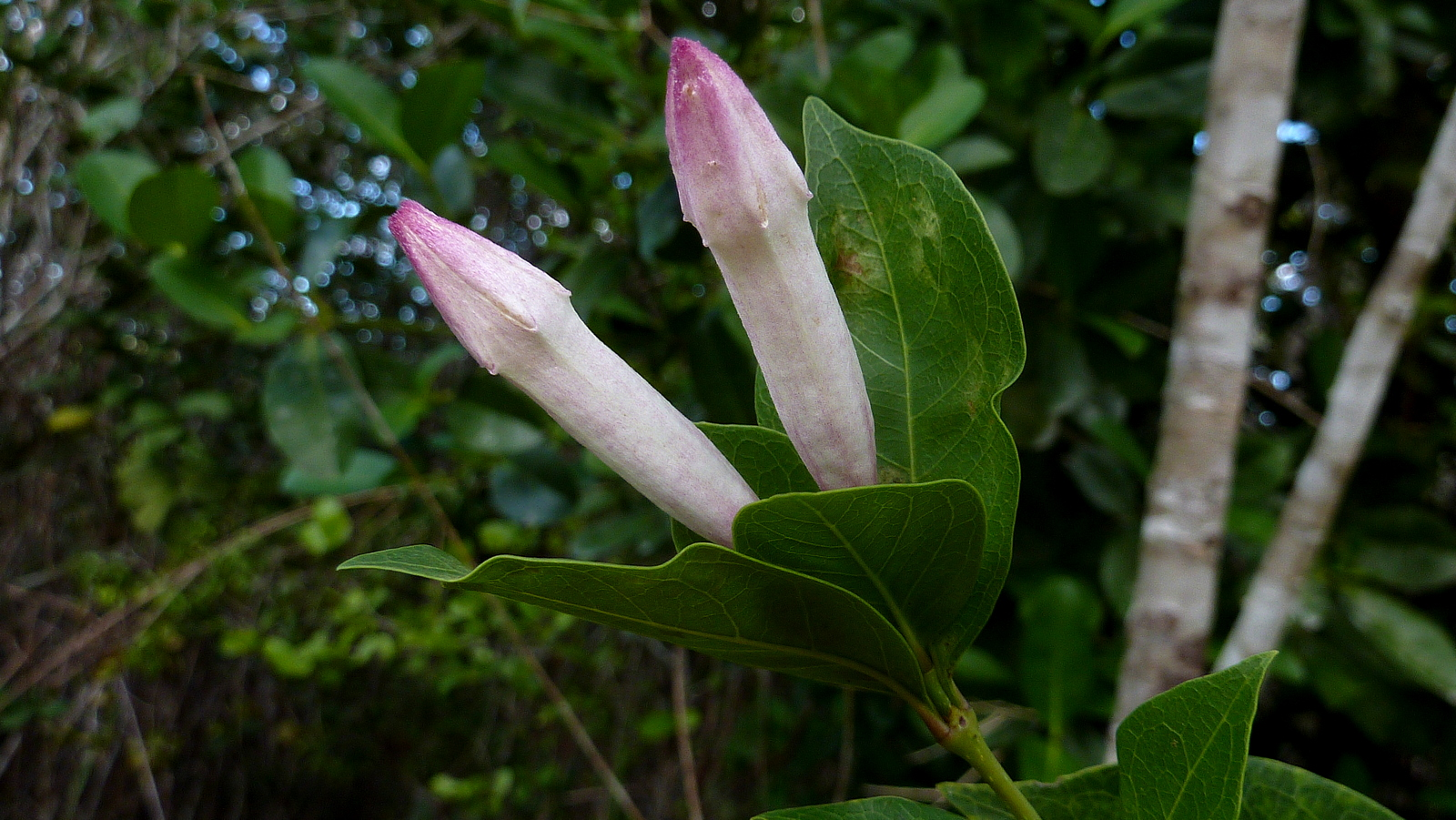
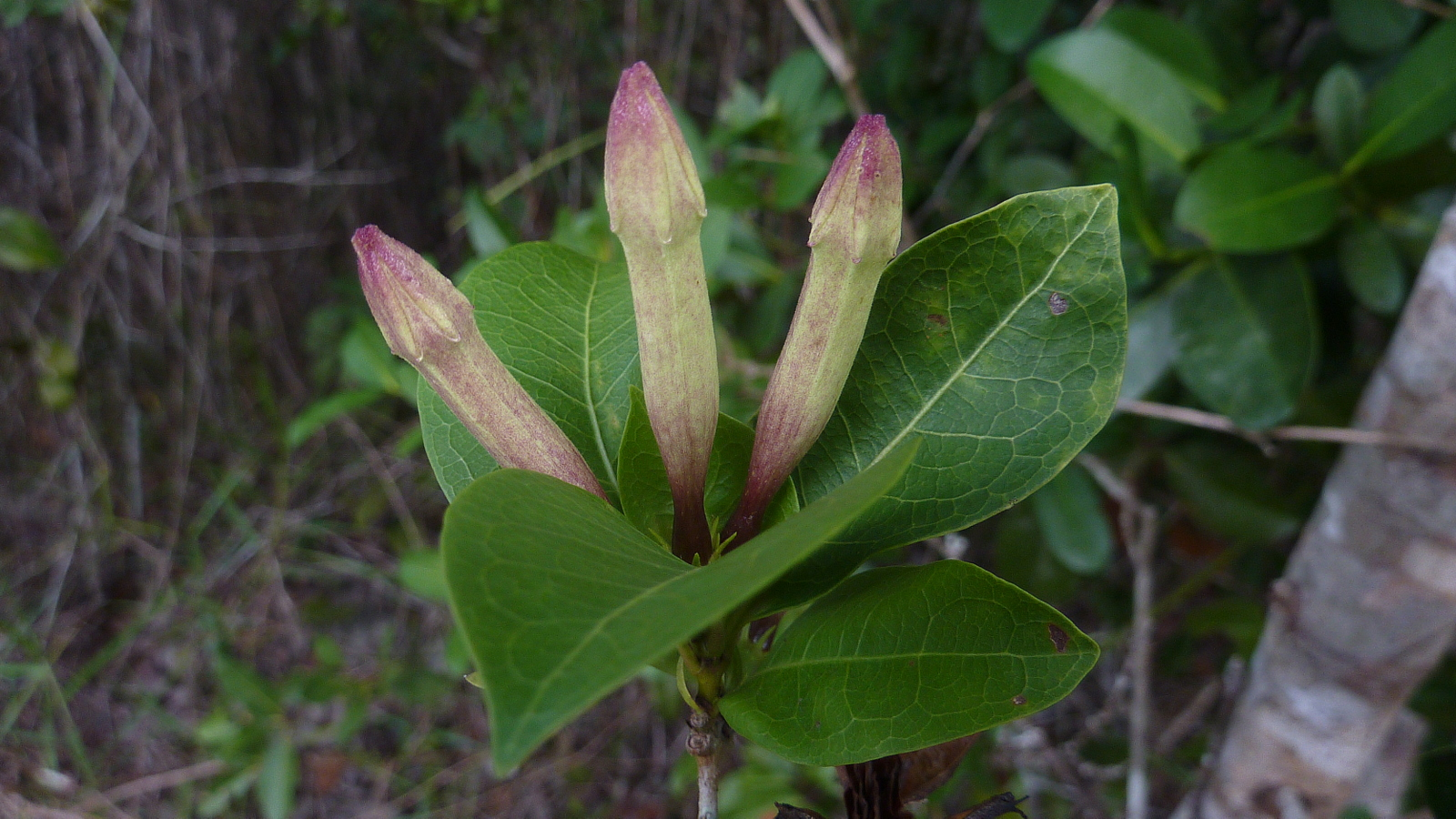
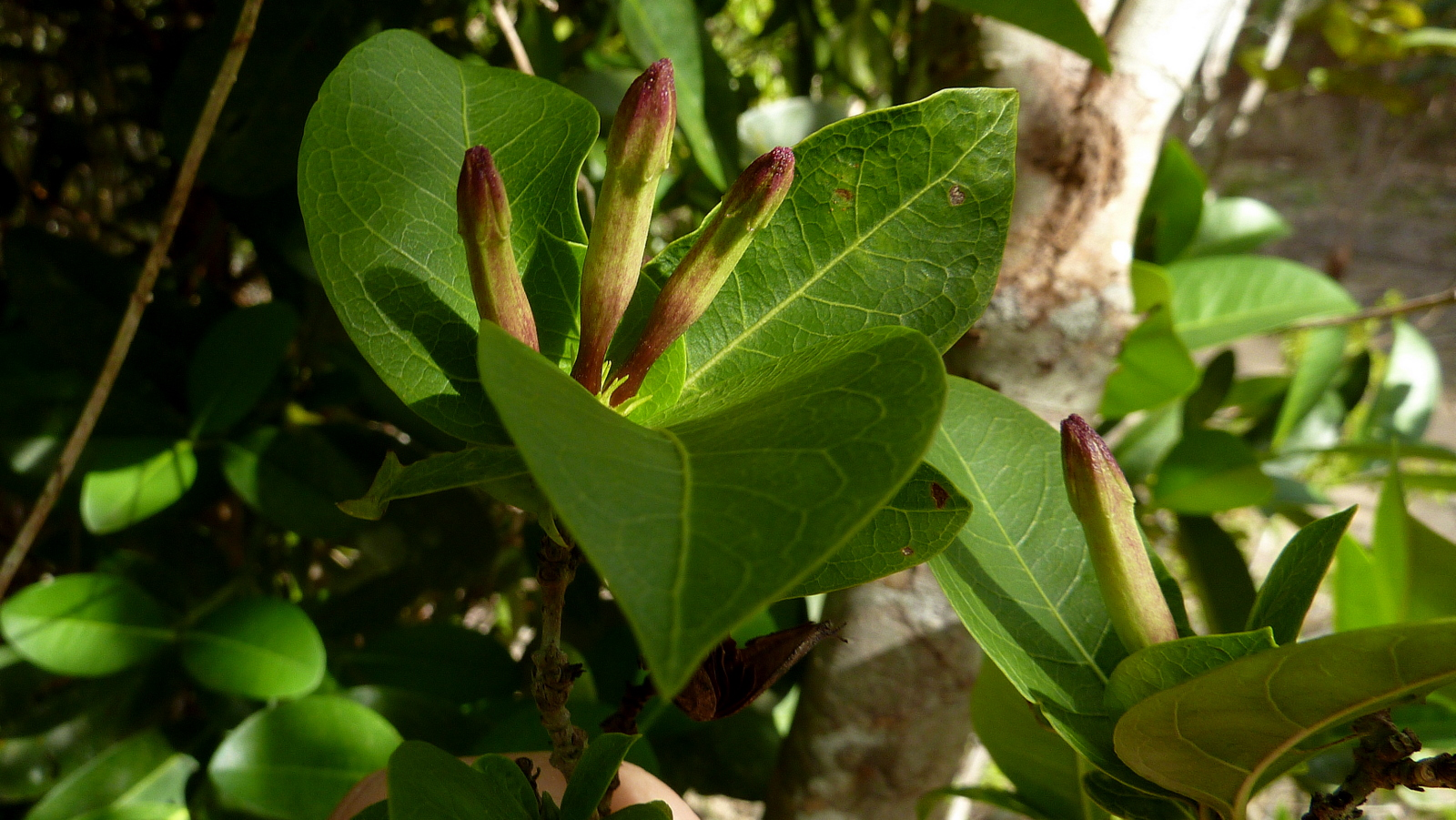
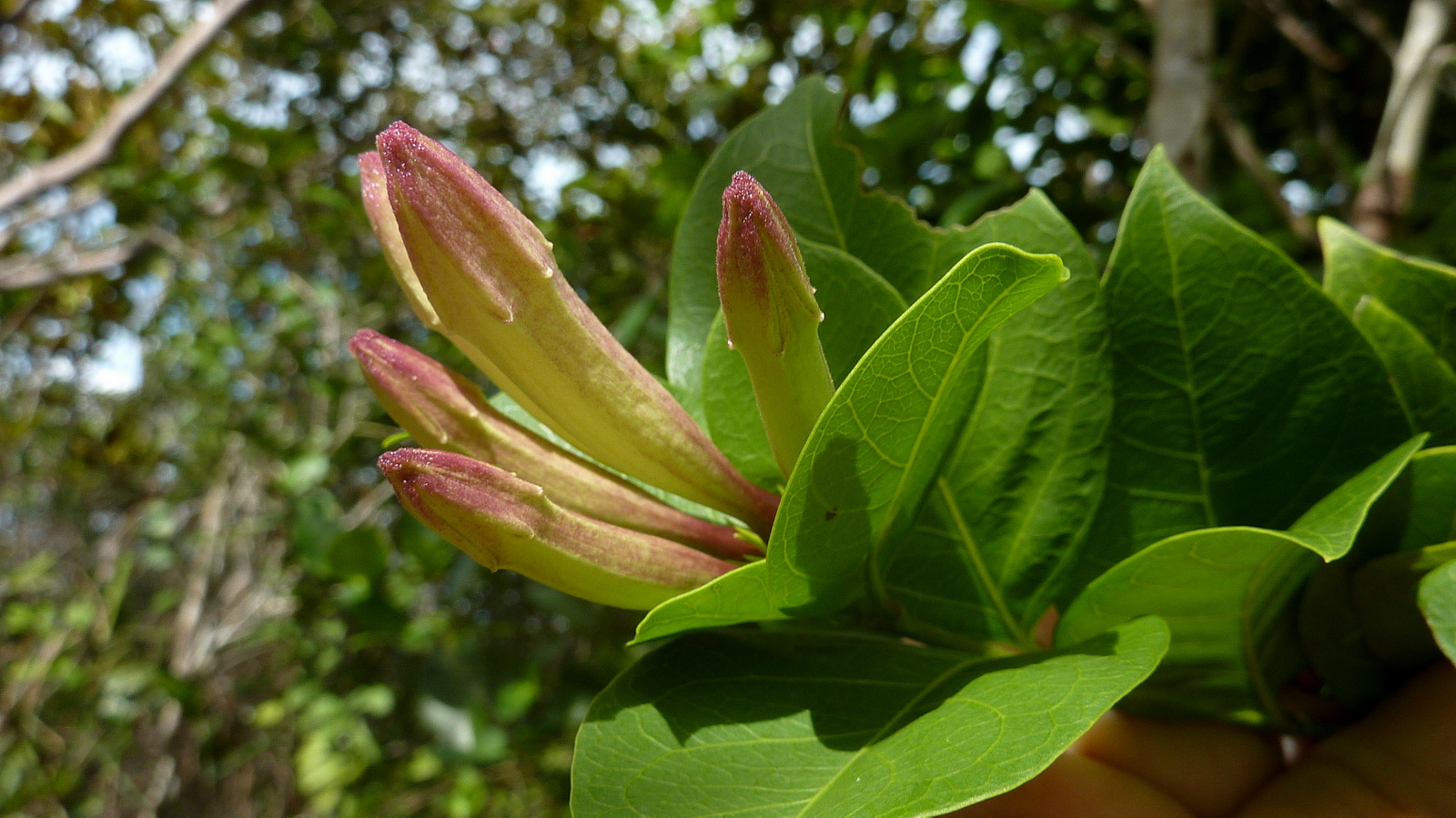
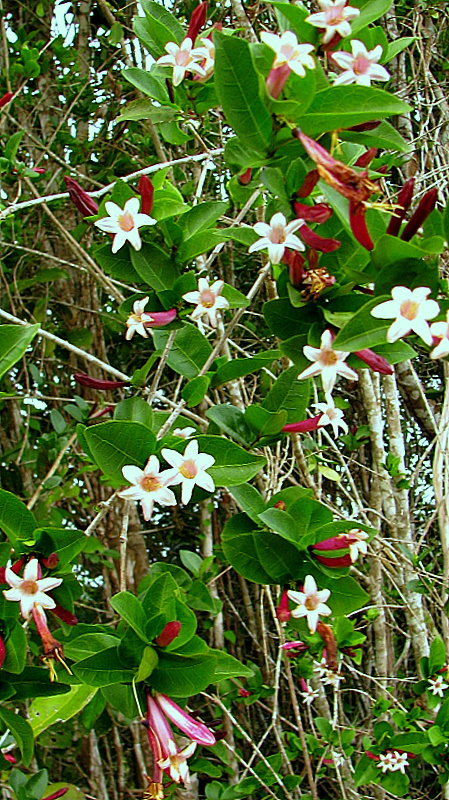
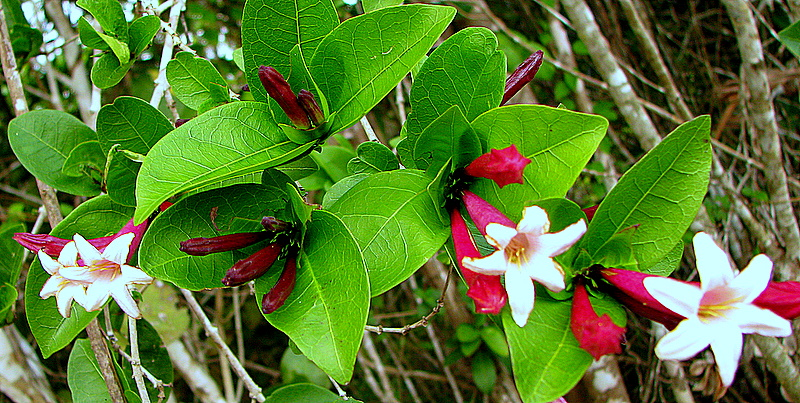
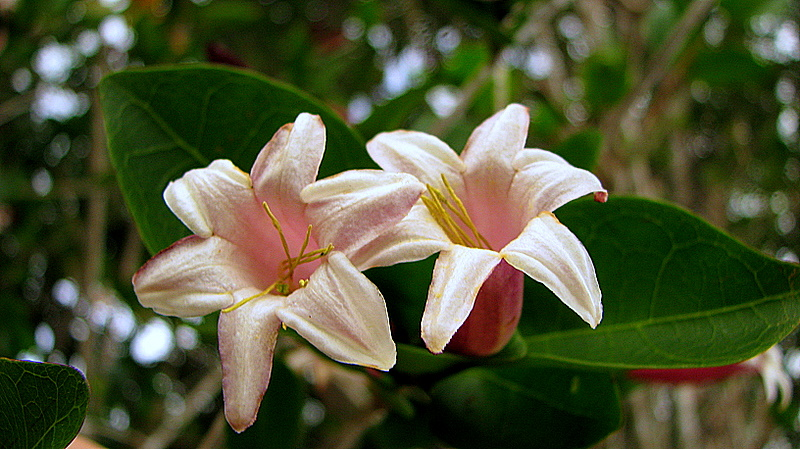
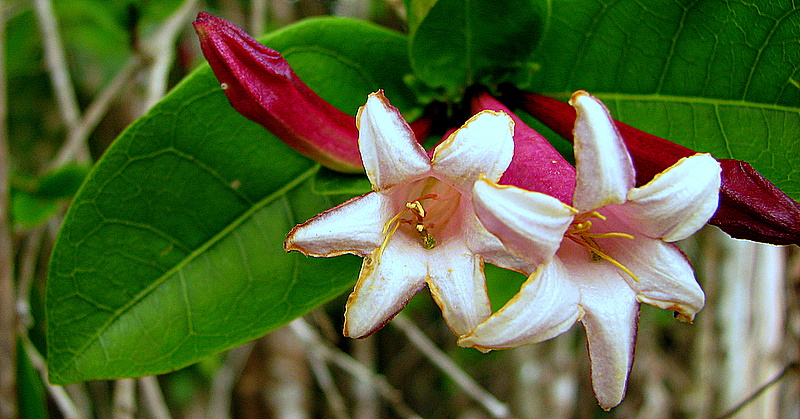
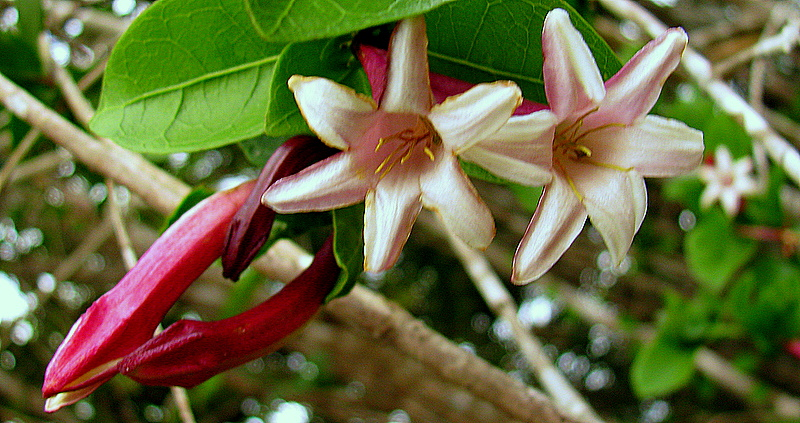
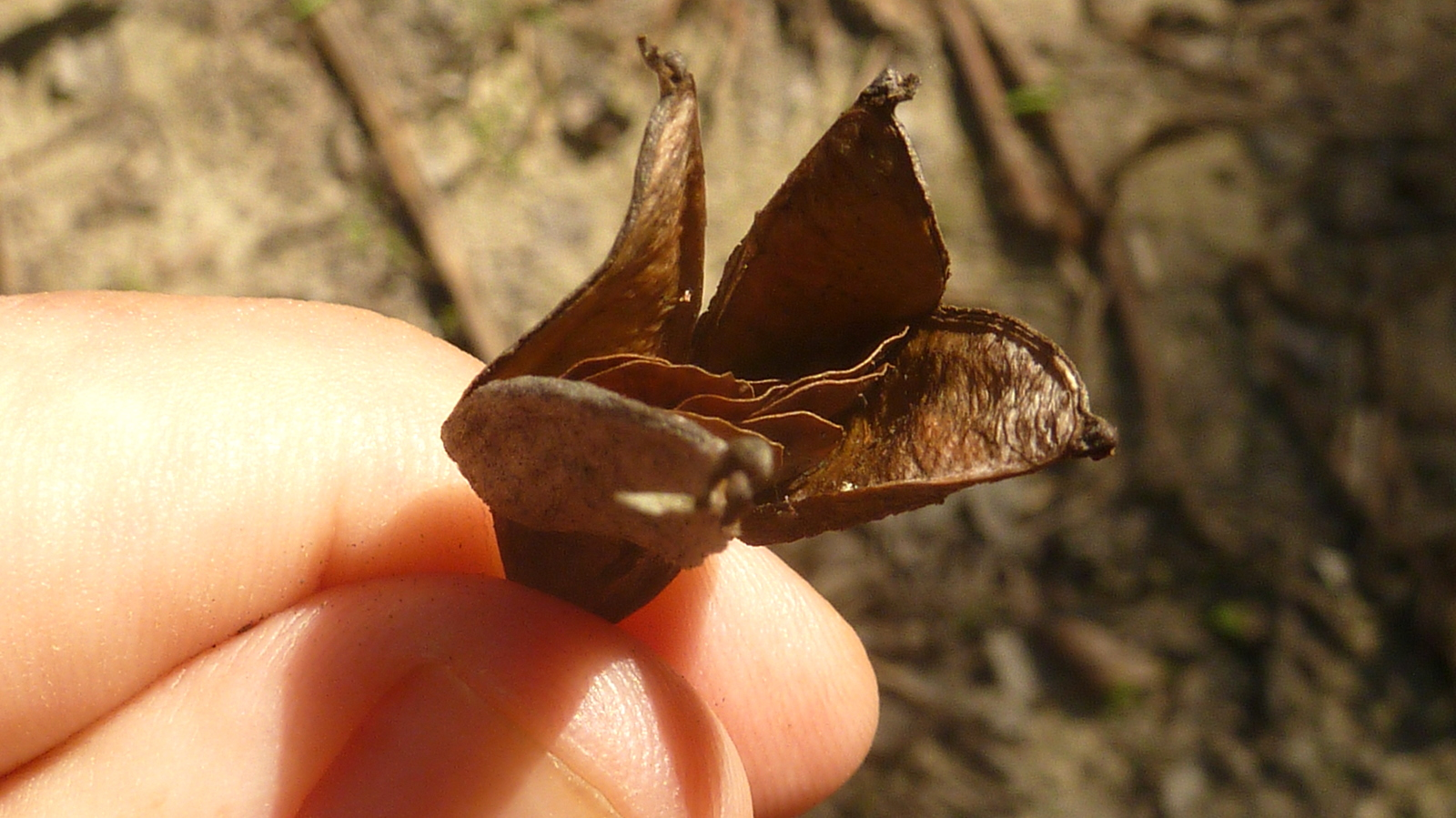
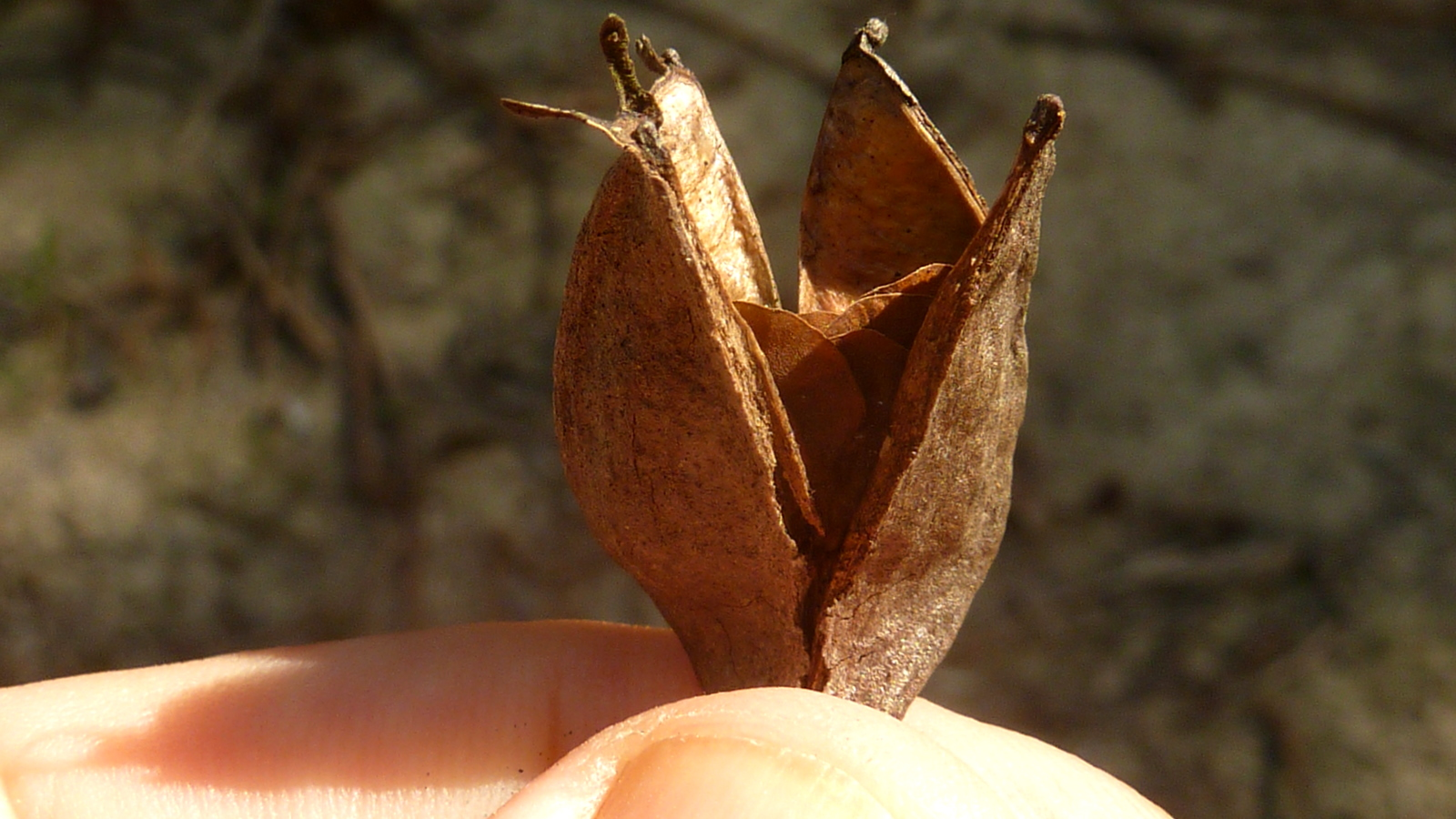
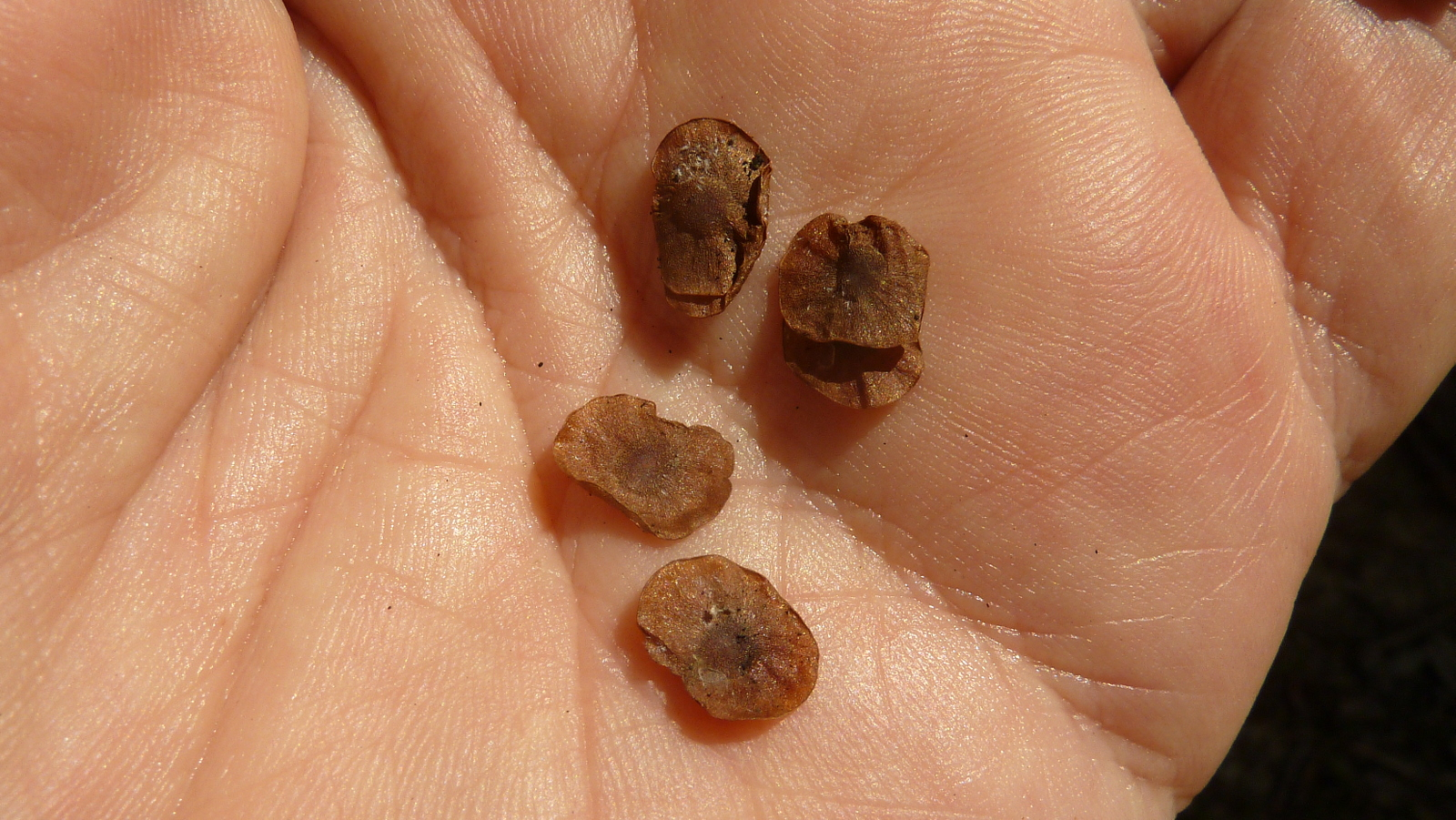